# Zhonghua renmin gongheguo yaodian
La pharmacopée chinoise Zhonghua renmin gongheguo yaodian 中华人民共和国药典 (1953) « Pharmacopée de la République populaire de Chine », dont l’abréviation est Zhongguo yaodian 中国药典 « Pharmacopée de Chine », décrit 531 médicaments et a été composée par un comité de rédaction dirigé par Li Dequan 李德全, ministre de la santé publique. Cet ouvrage est un « code de médicaments » (une yaodian 药典 et non pas une bencao 本草 traditionnelle s’inscrivant dans la filiation historique des pharmacopées chinoises) qui édicte des réglementations juridiquement contraignantes sur les normes de qualité des médicaments, leurs exigences de préparation, leur identification, leur inspection des impuretés et leur détermination du contenu. Elle est reconnue comme la pharmacopée officielle de Chine par l’Organisation mondiale de la santé (OMS).
Cette première édition a été suivie par des rééditions en 1963, 1977, 1985, 1990, 1995, 2000, 2005, 2010, 2015 et 2020.

## Préface
La préface de Li Dequan, fait d’abord un bref historique sur un ton polémique qui réduit la politique à une lutte sans merci entre le correct et l’erroné, entre le camp du bien et celui du mal :

« La médecine et la pharmacie en Chine ont une longue histoire de plusieurs milliers d'années, et pendant lesquelles, nos vaillants travailleurs ont accumulé des expériences précieuses. Les Bencao en circulation aujourd'hui sont l'une des réalisations marquantes de nos ancêtres ; c'est une grande œuvre littéraire qui - à tous égards - a la forme d'un code des drogues. Parce ce que la Chine a été soumise à la domination féodale pendant plusieurs milliers d'années et à l'invasion impérialiste au cours des cent dernières années, et en plus, à l'exploitation et à l'oppression du faux gouvernement du Kuomintang 國民黨, ce qui signifie une négligence du bien-être du peuple et de l'héritage scientifique de notre patrie, il était bien sûr hors de question que [les Bencao] soit systématisées et étudiées sur la base de la science. En conséquence, de nombreuses excellentes substances pharmaceutiques n’ont pu jouer leurs rôles thérapeutiques et de préservation de la santé des larges masses de la population. [...] 
 La médecine et la pharmacie ont été aspirées de l'étranger et un code des médicaments, le Zhonghua yaodian, a été élaboré, qui semble avoir été transféré de force ici depuis les pays capitalistes. 
 Après la création de la République populaire de Chine, sous la direction appropriée du Parti communiste chinois, la première conférence nationale sur la santé publique a été convoquée en 1950, soulignant déjà, pour le travail de santé publique, l'orientation correcte pour servir l'industrie, l'agriculture et l'armée. Le présent nouveau Code des médicaments de la Chine a été élaboré en totale conformité avec l'orientation correcte soulignée lors de la conférence. 
 Ce code pharmaceutique doit remplir deux conditions. D'abord, il doit être populaire, c'est-à-dire qu'il doit être conforme aux besoins des masses populaires. Ensuite, il doit être conforme aux conditions nationales, c'est-à-dire qu'il doit utiliser pleinement les substances pharmaceutiques produites par le pays. Puisque le Code pharmaceutique de la Chine nouvelle remplit ces deux conditions, il est véritablement un code pharmaceutique national et populaire. 
 L'élaboration de ce nouveau code des médicaments, qui a mobilisé une dizaine de membres du comité de rédaction, a pris deux ans. Les substances pharmaceutiques nécessaires à la thérapie générale ont été incluses pour la plupart [...] 
 Li Dequan, août 1953, Ministère de la Santé Publique »

— Traduction faite à partir de la traduction anglaise de Paul Unschuld

## Structure et contenu du code des médicaments
La préface est suivie de la liste des contributeurs, dirigée par Li Dequan, le ministre lui-même. Parmi les personnes nommées, il y en a qui avaient contribué à la Zhonghua yaodian, 23 ans auparavant, pourtant présentement sévèrement critiquées.
L'« introduction générale » qui suit attire l'attention, tout d'abord, par la désignation officielle de ce code des médicaments, à savoir Zhonghua renmin gongheguo yaodian (« Code des médicaments de la République populaire de Chine »), édition de l'année 1953, et son abréviation Zhongguo yaodian (« Code des médicaments de Chine »), édition de l'année 1953. Par cette formulation, l'éditeur indique clairement qu'il n'a pas l'intention de perpétuer le précédent établi par le Zhonghua yaodian. Aucune désignation latine n'a été fournie.
L'ensemble du volume est divisé en un texte principal et des annexes. Ceci est expliqué dans l’ « Introduction générale » ainsi

« Le texte principal énumère les médicaments bruts, les médicaments chimiques, les produits biologiques et les préparations [à partir de ceux-ci] nécessaires en médecine, en pharmacie et en santé publique. Les annexes énumèrent les règles générales sur les préparations et les produits biologiques, les méthodes d'essai générales, les réactifs et les liquides réactifs, les indicateurs, la solution volumétrique et les tableaux supplémentaires. 
 L'ordre des monographies dans le texte principal suit le nombre de traits du premier caractère de leur nom chinois. Chaque substance du texte principal est décrit, le cas échéant, selon les critères suivants 

1. Nom chinois et latin de chaque drogue 

2. Formule chimique développée 

3. Formule sommaire et moléculaire 

4. Méthode de préparation ou origine 

5. Contenu de l'efficacité 

6. Nature et apparence 

7. Identification 

8.  Analyse 

9. Détermination du contenu 

10. Stockage 

11. Dosage 

12. Formes de médicaments 
 [...] L'introduction générale est suivie d'une table des matières détaillée, puis du texte principal avec ses 531 monographies, numérotées par ordre consécutif. »

— Traduction faite à partir de la traduction anglaise de Paul Unschuld

## Éléments occidentaux et traditionnels chinois dans le code des médicaments
La préface indique que le premier Code des médicaments de la République populaire de Chine, à la différence du premier Code des médicaments de la République de Chine doit prendre en compte les drogues indigènes c’est-à-dire non seulement les drogues modernes fabriquées en Chine mais aussi les drogues de la pharmacopée (bencao) traditionnelle.
Selon le décompte effectué par Paul Unschuld, parmi les 581 monographies (notices) de drogues seulement une vingtaine sont dédiées à des drogues décrites dans les bencao traditionnelles (soit 3 %). Et la plupart de ces drogues font aussi partie des pharmacopées européennes, comme Mentha, Zingiber (gingembre), Foeniculum (fenouil), Rheum (rhubarbe), Digitalis, Areca, et Aurantii Cortex (orange amère). Toutes les autres notices sont dédiées
- soit à des substances chimiques (comme Acetanilidum, Zinci sulphas)
- soit à des préparations (comme de Unguentum Hydrargyri Aminochloridi, Injectio Acidi Ascorbici, Liquor Zinci Chloridi, ...)
- soit des substances naturelles et des préparations faites avec celles-ci (comme Ergota, Oleum Jecoris Piscis, Extractum Belladonna et Tinctura Nucis vomicis).

Tous ces remèdes sont classés en fonction du nombre de traits du premier sinogramme de leur nom chinois (comme indiqué dans l’introduction générale). Ce qui a pour conséquence que les drogues naturelles de Chine se trouvent complètement intégrées aux autres drogues. Et elles reçoivent le même type d’analyse que les autres drogues.